# Jury Robertson
Le Jury Robertson est une des nombreuses commissions d'enquête américaines créées dans les années 1950 ayant examiné les cas d'ovnis. 
Le jury se réunit au Pentagone pour la première fois le 12 janvier 1953, il est composé de plusieurs savants et présidé par le physicien H.P. Robertson, mais aussi du directeur de l'ATIC et des trois personnalités importantes de la CIA. 